# Adolf Lukeschitsch
Adolf Lukeschitsch (* 25. Januar 1902 in Wilfersdorf, Niederösterreich; † 18. November 1972 in Villach, Kärnten) war ein österreichischer Arzt und Politiker (ÖVP).

## Leben
Adolf Lukeschitsch besuchte zunächst die Volksschule in Strebersdorf, heute ein Stadtteil des Wiener Gemeindebezirks Floridsdorf. Nach der Matura, welche er am Gymnasium in Kalksburg – heute zu Liesing gehörend – bestand, studierte Lukeschitsch Medizin an der Universität Wien. 1926 promovierte er. Sein Fachgebiet war die Chirurgie und die Geburtshilfe. Bereits zum 15. März 1933 trat er der NSDAP bei (Mitgliedsnummer 1.517.092) und galt somit als „Alter Kämpfer“. Nachdem er zunächst als Facharzt in Wien gearbeitet hatte, kam er nach Villach, wo er 1936 Chefarzt am dortigen Krankenhaus wurde.
Nach dem Krieg ging Lukeschitsch auch in die Politik, als er zum ÖVP-Parteivorsitzenden von Villach gewählt wurde. Die ÖVP Kärnten war es auch, die Lukeschitsch im März 1953 zum Mitglied des Bundesrats machten. Der österreichischen Länderkammer gehörte er bis Juni 1956 an.